# Рыблов, Степан Андреевич
Степан Андреевич Рыблов (1874 — после 1917) — волостной писарь, член IV Государственной думы от Саратовской губернии.

## Биография
Православный, крестьянин села Колояр Колоярской волости Вольского уезда.
Окончил церковно-приходскую школу. Занимался земледелием (6 десятин надельной земли). Служил сельским писарем и помощником волостного писаря Колоярской волости. Затем четыре года был писарем в Лопуховской волости Вольского уезда, а в 1908—1912 годах — волостным писарем в своей волости. Занимался самообразованием и собрал собственную библиотеку, которая насчитывала свыше 800 томов.
В 1912 году был избран в члены Государственной думы от Саратовской губернии съездом уполномоченных от волостей. Входил во фракцию центра и Прогрессивный блок. Состоял членом комиссий: сельскохозяйственной, продовольственной, по рыболовству, земельной, по направлению законодательных предположений, по исполнению государственной росписи доходов и расходов. Во время Февральской революции находился в Петрограде, участия в политических событиях не принимал.
Судьба после 1917 года неизвестна. Часть книг из личной библиотеки Рыблова хранится в фонде редких книг центральной библиотеки г. Вольска. Был женат, имел четверо детей.